# Bitva u Paderbornu
Bitva u Paderbornu (30. března – 1. dubna 1945) bylo válečné střetnutí na západní frontě během druhé světové války, během kterého se v německém městě Paderborn a jeho okolí střetla americká 3. obrněná divize s německou SS-Ersatz Panzer Brigade Westfalen.

## Popis situace

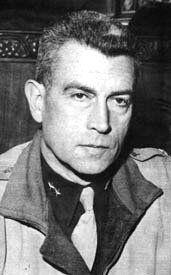
generál Maurice Rose

Ke konci března roku 1945 již spojenecké armády na západní frontě stály na západním břehu řeky Rýn od německých hranic s Holandskem až po hranice se Švýcarskem. Během tažení k Rýnu byla na jeho západním břehu zničena značná část německých armádních skupin H (gen. Blaskowitz), B (gen. Model) a G (gen. Hausser), jejichž armádám byl i přes hrozbu zničení zakázán všeobecný ústup na východní břeh řeky Rýn v souvislosti s Hitlerovými rozkazy. Pointou těchto rozkazů byla obrana zbytků Siegfriedovy linie (Westwall). I přes tyto rozkazy však německým velitelům nakonec nic jiného než ústup nezbylo. Většina mostů přes řeku Rýn byla Němci zničena. VII. sboru americké 1. armády se přesto 7. března podařilo obsadit železniční most u Remagenu. Než se remagenský most 17. března kvůli poškození zřítil, stály již v jeho okolí vojenské lávky. Přesto, že se předmostí u Remagenu plnilo dalšími a dalšími americkými jednotkami, nebylo generálu Omaru Bradleymu, veliteli 12. armádní skupiny, jíž byla 1. armáda součástí, dáno svolení nařídit průlom. Hlavní spojenecké překročení řeky Rýn a následný postup do Německa se totiž mělo odehrát dále na severu, v prostoru 21. armádní skupiny polního maršála Bernarda Montgomeryho (operace Plunder). Původním plánem spojeneckého vrchního velení bylo totiž vést do Německa jediný mohutný úder na Berlín pod taktovkou právě Bernarda Montgomeryho. Americké armádní skupiny, 12. (gen. Bradley) a 6. (gen. Devers), měly během tohoto postupu plnit druhořadé úkoly. Dobytí Sárska americkými silami a postup k Rýnu v této oblasti spolu s mnoha dalšími okolnostmi a fakty ale podnítil vrchního velitele spojeneckých sil na západě, generála Dwighta Eisenhowera, ke změně strategie. Postup do Německa se po překročení Rýna měl nyní odehrávat po celé délce fronty se stejnou intenzitou.

## Situace před bitvou

### Operace Voyage
Hlavním cílem spojenců bezprostředně po překročení Rýna v severozápadním Německu bylo obklíčení průmyslové oblasti Porúří. Hodgesova 1. armáda měla v rámci operace Voyage vyrazit z předmostí u Remagenu, navázat kontakt s Pattonovou 3. armádou, která překročila Rýn jižněji u Oppenheimu a zároveň postupovat na severovýchod a obklíčit tak část Porúří. Na sever od Porúří měly 24. března překročit Rýn síly 21. armádní skupiny. Část z nich, americká 9. armáda (gen. Simpson), poté měla postupovat na východ podél severní části Porúří, setkat se s Hodgesovou 1. armádou a tím obklíčení uzavřít.
Operace Voyage byla zahájena 25. března průlomem z remagenského předmostí. V cestě jim stály síly německé 15. armády (gen. von Zangen). S těmi se ale Američané snadno a s relativně malými ztrátami vypořádali. 26. března již bylo evidentní, že se německá obrana rozpadá. 28. března nařídil gen. Bradley 1. armádě postup severním směrem, na Paderborn.  Paderborn se nachází na východním okraji Porúří a pro uzavření obklíčení bylo nezbytné jeho dobytí. Na čele postupu 1. armády byl VII. sbor, jehož útok vedla 3. obrněná divize posílená pěším plukem 104. divize. Postup byl bleskový a projížděl německým územím tak, jako nůž máslem. Wehrmacht byl v této fázi války v katastrofálním stavu. V bojích u Remagenu byly například americké divize početně a palebně silnější, než německé sbory. Nedostatek mužstva byl znásoben mizivou bojovou hodnotou většiny jednotek. Obrněným útvarům chyběli zkušení důstojníci, stroje i palivo. U Paderbornu ale americkou třetí divizi čekal tvrdý protivník - SS-Ersatz Panzer Brigade Westfalen.

### SS-Ersatz Panzer Brigade Westfalen

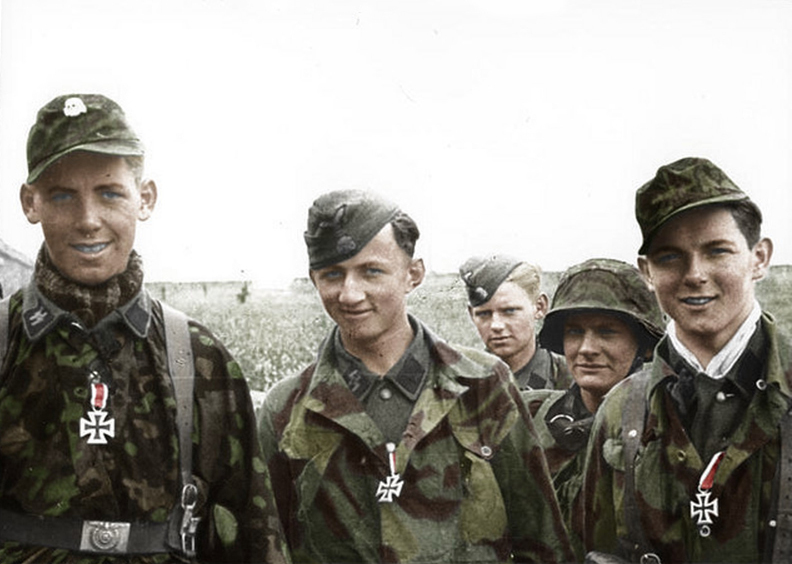
Vojáci Waffen-SS

SS-Ersatz Panzer Brigade Westfalen byla zformována na konci března 1945 v Sennelageru severně od Paderbornu. V Sennelageru se nacházel výcvikový prostor Waffen-SS, z jejichž výcvikového personálu a kadetů byly vytvořeny dva improvizované pěší pluky (SS-Regiment Meyer a SS-Regiment Holzer) a jediná tanková rota s 15 zastaralými výcvikovými tanky, jakým byl například Panzer III. V Sennelageru se v té době na nové tanky Tiger II (Panzerkampfwagen VI Ausf. B) přezbrojoval s.Pz.Abt. 507 (schwere Panzer-Abteilung 507-oddíl těžkých tanků 507). S.Pz.Abt.507 byl tankový prapor se zkušenostmi z východní fronty. V Sennelageru byl z důvodu přezbrojení a doplnění mužstva po těžkých ztrátách, které na východě utrpěl. Z toho důvodu nebyly tankové osádky praporu složeny jen z veteránů z východní fronty, ale také z nováčků bez bojových zkušeností. Na konci března měl prapor k dispozici 21 těžkých tanků Tiger II a 3 stíhače tanků Jagdpanther (Jagdpanzer V). V té době praporu velel Hauptmann Fritz Schöck. Tento útvar byl k brigádě také přiřazen. Celé spěšně sestavené SS-Ersatz Panzer Brigade Westfalen velel SS-Obersturmbannführer Hans Stern. Brigáda byla vyslána k Paderbornu, kam dorazila časně ráno 30. března, aby se zde střetla s postupujícími americkými silami.

## Bitva

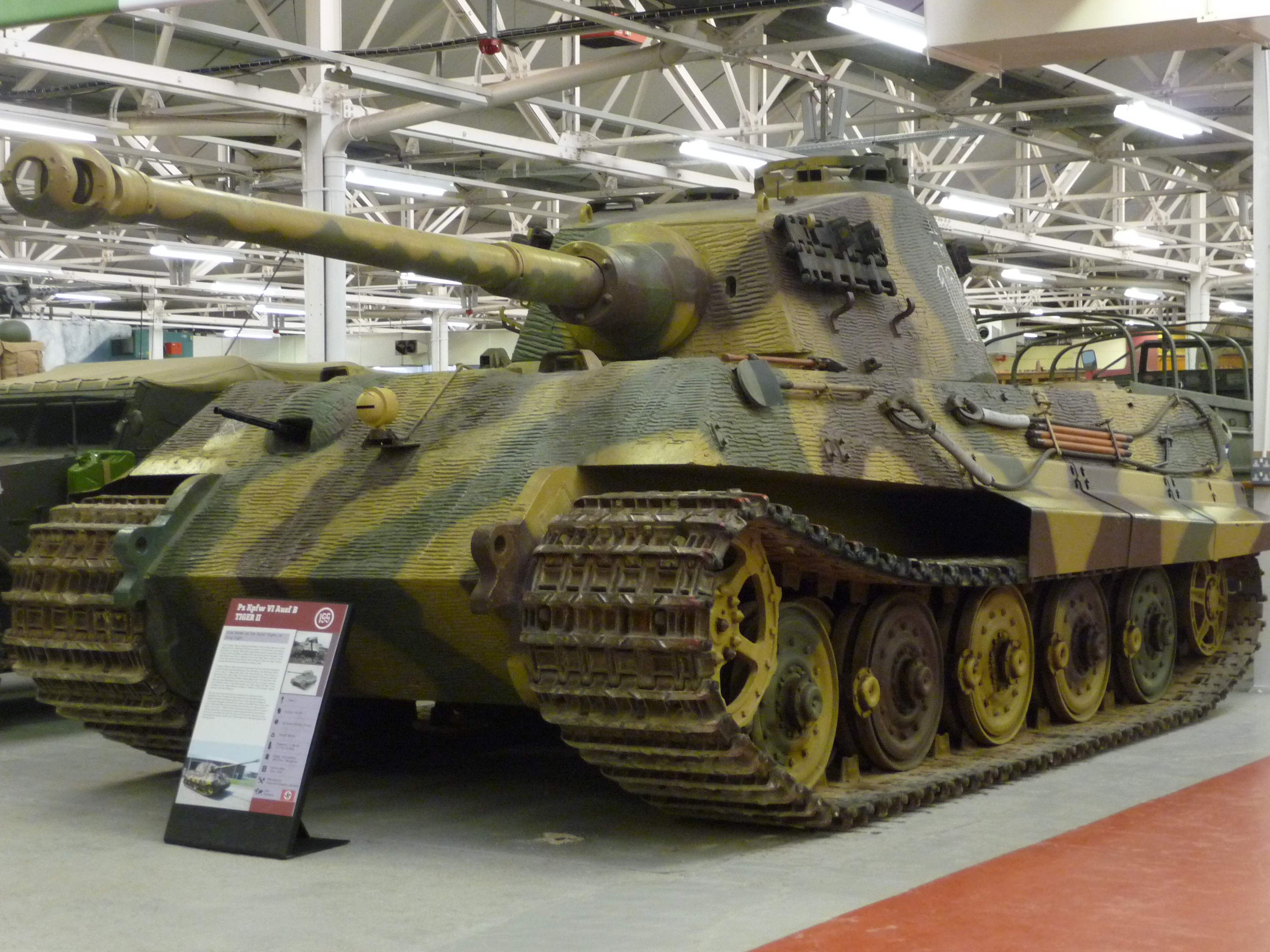
Panzerkampfwagen VI Ausf. B

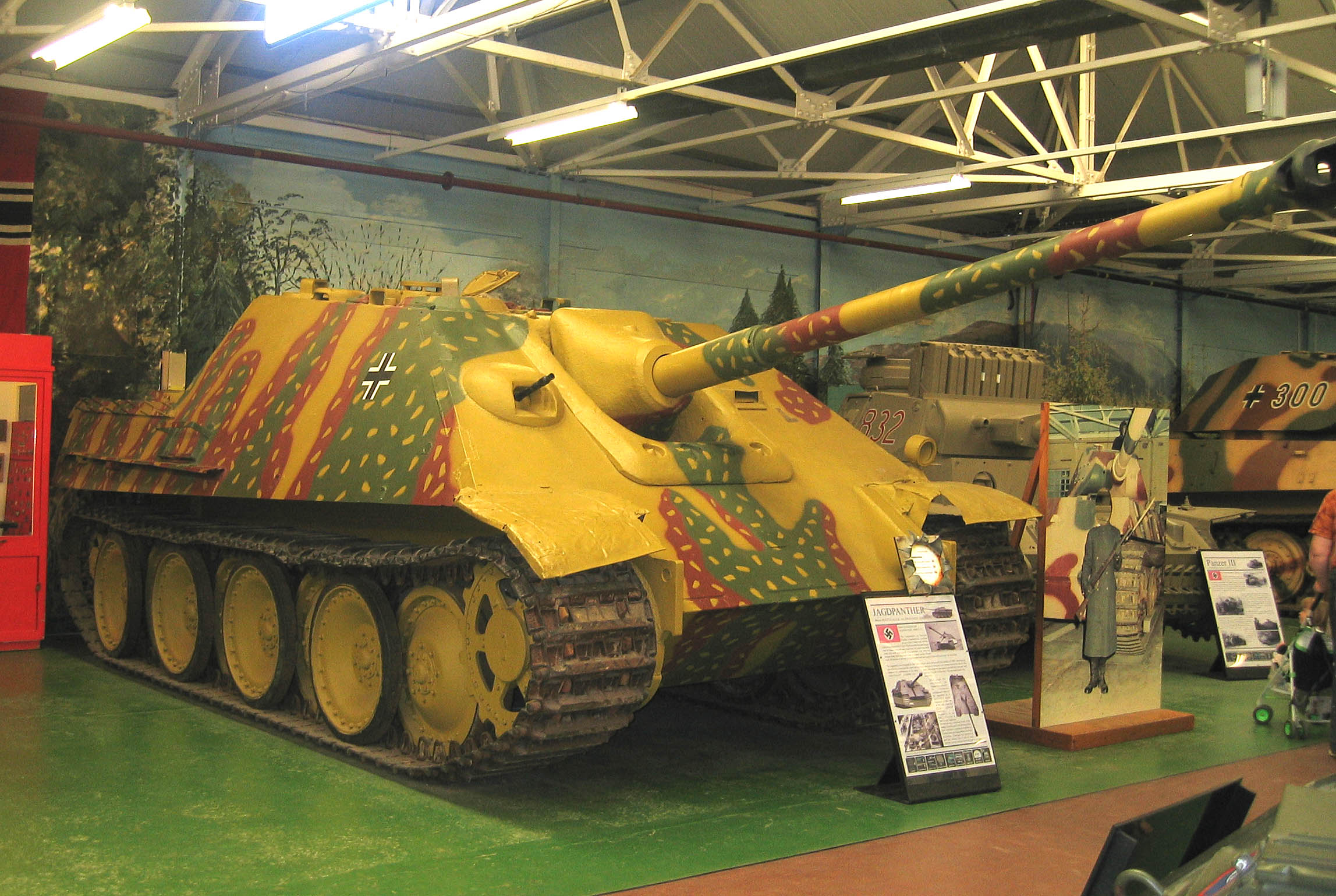
Jagdpanzer V Jagdpanther

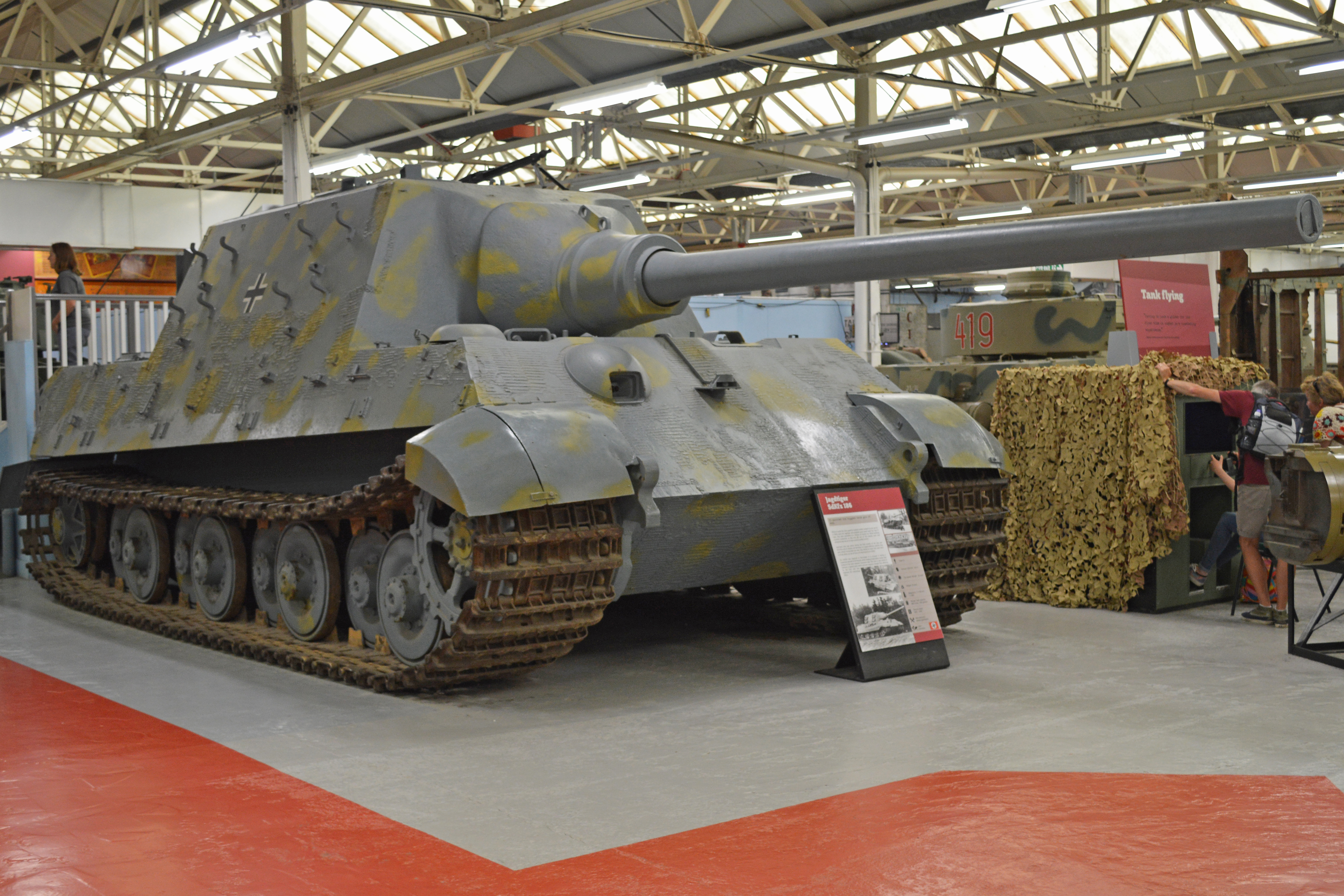
Jagdtiger

Paderborn byl již 27. března zničen při náletu bombardérů RAF. Na přístupech k Paderbornu z jihu, odkud Američané postupovali, se rozkládal řetězec menších měst a vesnic. Zde se Němci rozmístili, aby čelili americkému útoku. Kromě SS-Ersatz Panzer Brigade Westfalen bránil město a jeho okolí pravděpodobně i místní Volkssturm.

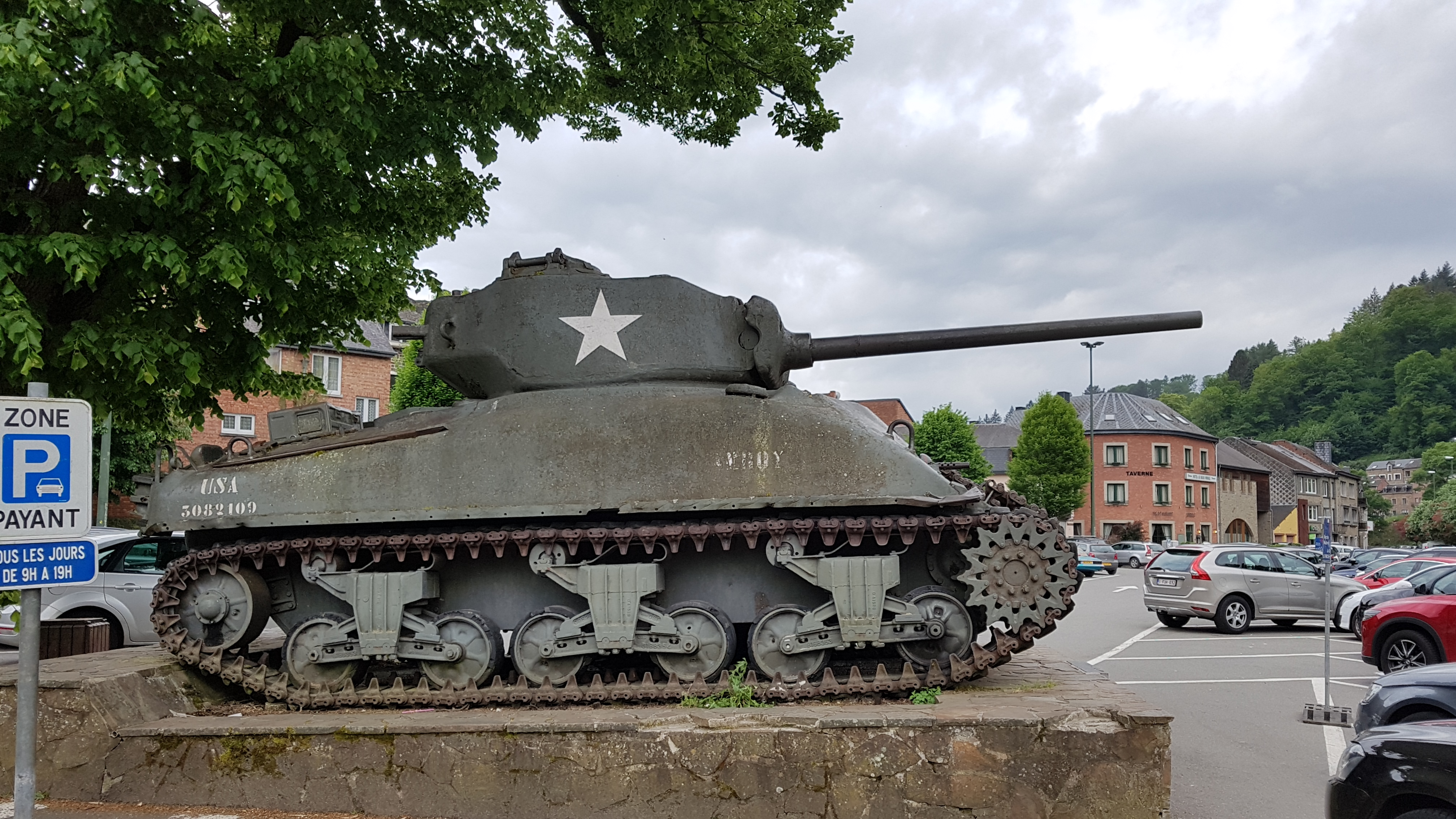
M4A1 s 76mm kanónem

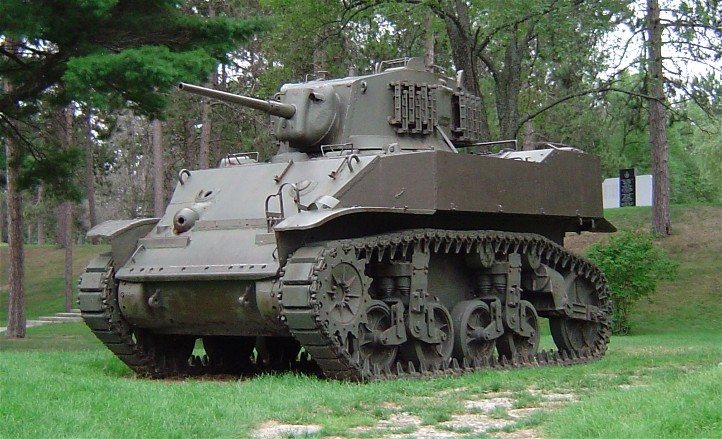
M5A1 Stuart

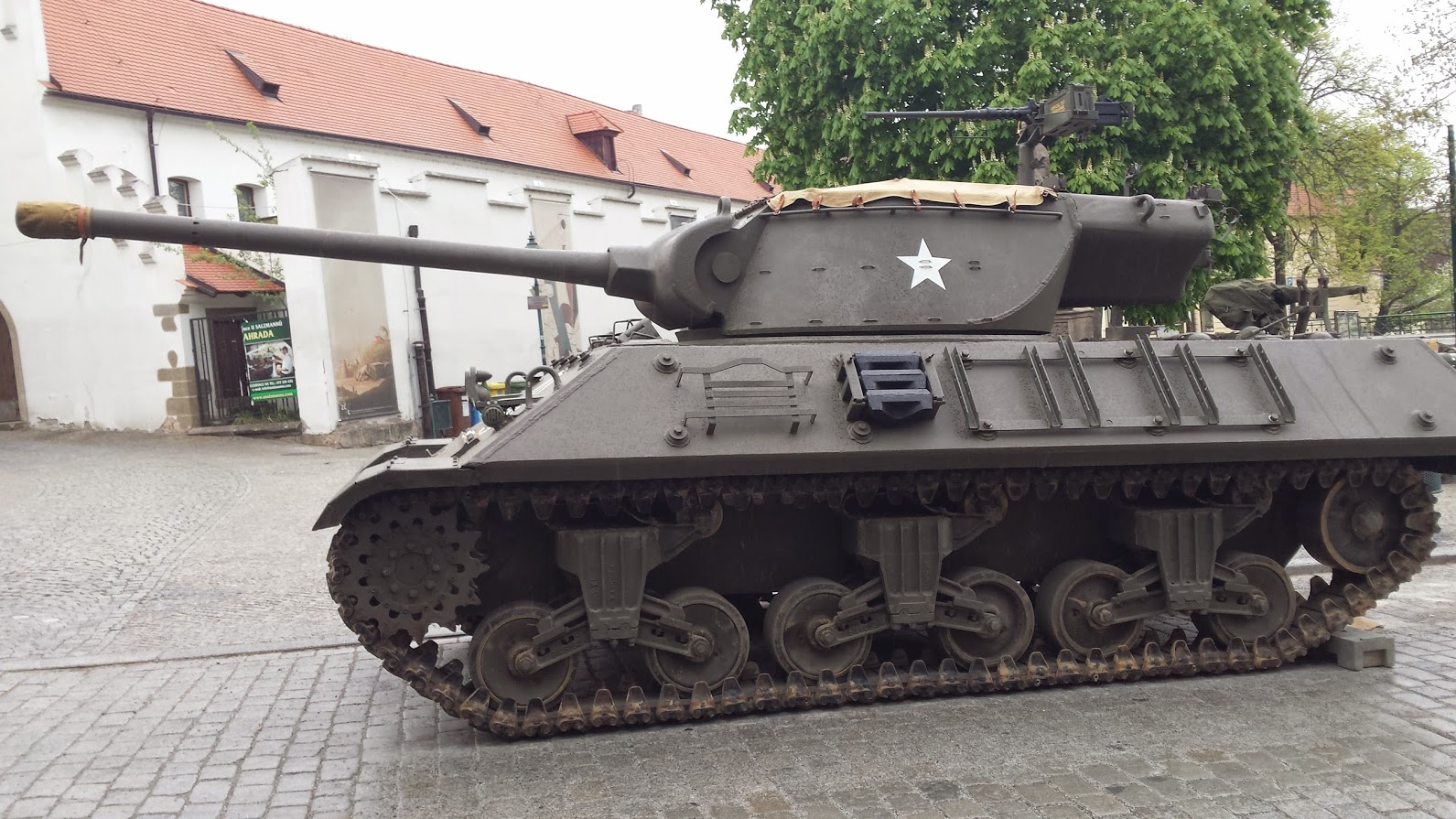
M36 Jackson

3. obrněná divize (posílená o 414. pěší pluk 104. divize) dorazila k Paderbornu ráno 30. března. Bojové síly divize byly rozdělené do tří bojových skupin (CCR nalevo, CCB napravo a CCA jedoucí za nimi v záloze). Každá bojová skupina byla dále rozdělena na úkolová uskupení-CCA na TF Doan a TF Kane, CCB na TF Lovelady a TF Welborn, CCR na TF Richardson a TF Hogan. Před kolonami bojových skupin jel 83. průzkumný obrněný prapor, který spadal pod přímé divizní velení. 83. prapor narazil na německou obranu ve vesnicích Husen a Wünneberg jako první. Průzkumníci nechali projet TF Richardson, který se ve Wünnebergu probil skrz rotu SS-Regimentu Meyer a zaútočil na několik vesnic kolem Borchenu, tvořících Paderbornské jižní předměstí. Zastavěná oblast kolem Borchenu dostala od Američanů přezdívku „bazooka town“, kvůli množství Panzerfaustů a Panzerschrecků, jimiž byli obránci z řad Waffen-SS vyzbrojeni. Husen dobyl TF Welborn, který dále postoupil směrem k Paderbornu, do Ettelnu. TF Hogan, postupující na západním křídle, se probojoval do Weweru nedaleko Paderbornu, kde strávil většinu 30. a 31. března boji s SS-Regimentem Meyer. Na východním křídle postupující TF Lovelady postoupil k Scherfede, které bylo bráněno SS-Regimentem Holzer a strávil celý den snahami o probojování se skrz město. Postup TF Welborn, který se probojoval z Ettelnu, se jevil jako možný průlom německé obrany. Velitel 3. obrněné divize, generálmajor Maurice Rose, následující TF Welborn v jeho jeepu, proto povolal ze zálohy TF Doan k podpoře útoku. Za Ettelnem u obce Hamborn však byly rozmístěny 2. a 3.rota tanků Tiger II z s.Pz.Abt.507 (2. rota blíže k Borchenu). Kolem 15:30 hodin zahájily tanky Tiger II 3. roty, skryté mezi stromy na výšině, palbu na vedoucí kolonu TF Welborn jedoucí po silnici ve vzdálenosti zhruba 1000 metrů. Kolona zastavila a požádala o leteckou podporu. Kolem 16:00 shodila na výšinu bomby formace letounů P-47 Thunderbolt. Předpokládajíc, že německé tanky byly vyřazeny, kolona znovu vyrazila. Záhy na Američany spustily palbu dvě čety tanků Tiger II. Po rozstřílení kolony kolem 19:30 hodin německé tanky vyrazily vpřed, odřízly Američanům ústupovou cestu a dorazily přeživší vozidla palbou zblízka. Generál Rose, který TF Welborn následoval, se pokusil uniknout. Byl zajat a kvůli nepochopení příkazu od německého tankisty zastřelen (sáhl po zbrani, protože se domníval, že mu německý tankista dává příkaz k odzbrojení). TF Welborn během toho večera ztratil 17 tanků M4 Sherman, 3 stíhače tanků M36 Jackson, 17 polopásových vozidel a velké množství lehkých vozidel. Podle některých zdrojů neztratily Němci žádný stroj, podle jiných ztratila 3. rota s.Pz.Abt.507 toho večera 3 Tigery II. Následující den ztratila taktéž rota 3 Tigery II. Část z těchto ztrát činí stroje, které Němci opustili nepoškozené. Američané na těžké německé stroje často stříleli fosforovou municí. Ta sice pancíř neprobila, ale pokud v tanku seděla nezkušená posádka, stroj kvůli plamenům a kouři, způsobeným fosforem, opustila. V jiných případech kouř zakryl průzory a mířidla tanku a Američané se tak mohli dostat na pozici, odkud mohli na těžké německé obrněnce pálit zblízka z boku nebo zezadu.
Zuřivé boje na jižním předměstí Paderbornu pokračovaly i během následujícího dne 31. března. TF Richardson utrpěl těžké ztráty na bojové technice při boji s německou pěchotou vyzbrojenou ručními protitankovými zbraněmi a za pomocí plamenometů se probojovával blíž a blíž k městu. TF Hogan vyčistil Wewer a byl připraven postoupit přímo do Paderbornu. Boje, trvající od rána předchozího dne, již SS-Ersatz Panzer Brigade Westfalen vyčerpaly. TF Doan vytlačil 3. rotu s.Pz.Abt.507 z okolí Hambornu. SS-Regiment Holzer ustupoval na východ poté, co byl ze svých pozic vytlačen zprava postupujícím TF Lovelady. 1. dubna Američané vstoupili do Paderbornu. Boje v ruinách města nebyly oproti dvěma předchozím dnům již tak zuřivé. V závěru bitvy do města dorazila 3. rota s.Pz.Jg.Abt 512 (schwere Panzerjäger-Abteilung 512-oddíl těžkých stíhačů tanků 512). Zvrátit porážku však již nedokázala a ztratila zde jeden stíhač tanků Jagdtiger (Panzerjäger Tiger Ausf. B). 3. obrněná divize do 17:00 hodin město obsadila. Mezitím se poslední části SS-Ersatz Panzer Brigade Westfalen spolu s 3. rotou s.Pz.Jg.Abt. 512 stáhly na východ a zachránily se tak z obklíčení v Porúří. Záložní TF Kane se od postupu na Paderborn odklonil směrem na západ a kolem 15:30 hodin se u Lippstadtu setkal s 2. obrněnou divizí, která postupovala z prostoru 21. armádní skupiny generála Motgomeryho. Porúří tak bylo obklíčeno.

## Závěr
Ztráty, které 3. obrněná divize utrpěla v průběhu celé operace Voyage, činily 125 mrtvých, 504 raněných, 42 středních tanků M4, 11 lehkých tanků M5A1 a 19 polopásových vozidel. Většinu z těchto ztrát utrpěla právě během 30. března až 1. dubna u Paderbornu. V Porúrské kapse bylo obklíčeno 370 000 německých vojáků včetně polního maršála Waltera Modela, velitele armádní skupiny B, který se 21. dubna zastřelil. Síly, obklíčené v Porúří, tvořily většinu armádní skupiny B. Americkému postupu do centrálního Německa již nestálo nic v cestě.